# Gwynedd
Gwynedd (wymowa walijska: [ˈɡwɨ̞nɛð]) – hrabstwo w północno-zachodniej Walii. Graniczy od północy z hrabstwem Anglesey (przez wąską cieśninę Menai Strait) i z hrabstwem miejskim Conwy, od wschodu z hrabstwem Powys a od południa z hrabstwem Ceredigion.
Na jego terenie znajduje się Park Narodowy Snowdonia (także na terenie hrabstwa Conwy).
Hrabstwo utworzone zostało w 1974 roku. Jego nazwa zaczerpnięta została od średniowiecznego królestwa Gwynedd. Pierwotnie hrabstwo zajmowało obszar w przybliżeniu odpowiadający historycznym hrabstwom Caernarfonshire i Merionethshire, a także wyspiarskie hrabstwo Anglesey (w całości). Podczas reformy administracyjnej z 1996 roku Anglesey odtworzone zostało jako osobne hrabstwo; dokonano także korekty wschodniej granicy hrabstwa Gwynedd.

## Miejscowości
Na terenie hrabstwa znajdują się następujące miejscowości (w nawiasach liczba ludności w 2011):

- Bangor (17 988)
- Caernarfon (9493)
- Pwllheli (4076)
- Bethesda (3799)
- Blaenau Ffestiniog (3662)
- Tywyn (3097)
- Porthmadog (2981)
- Dolgellau (2688)
- Barmouth (2315)
- Y Felinheli (2284)
- Bala (1974)
- Llanrug (1916)
- Llanberis (1844)
- Penygroes (1793)
- Harlech (1762)
- Criccieth (1753)
- Penrhyndeudraeth (1546)
- Tal-y-bont (1540)
- Deiniolen (1379)
- Nefyn (1373)
- Tregarth (1307)
- Waunfawr (1190)
- Bethel (1171)
- Talysarn (1086)
- Bontnewydd (951)
- Rachub (936)
- Groeslon (880)
- Llan Ffestiniog (864)
- Morfa Nefyn (857)
- Trefor (814)
- Abersoch (783)
- Aberdyfi (725)
- Fairbourne (721)
- Rhostryfan (675)
- Chwilog (640)
- Trawsfynydd (628)
- Bryncrug (622)
- Llanbedrog (613)
- Mynytho (536)
- Llwyngwril (526)
- Morfa Bychan (526)
- Llanbedr (385)
- Caeathro (237)